# Pangil

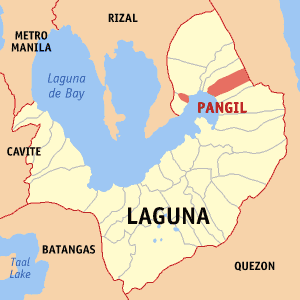
Bản đồ Laguna với vị trí của Pangil

Pangil là một đô thị hạng 5 ở tỉnh Laguna, Philippines. Theo điều tra dân số năm 2000 của Philipin, đô thị này có dân số 20.698 người trong 4.160 hộ.

## Các đơn vị hành chính
Pangil được chia ra 8 barangay.
- Balian
- Dambo
- Galalan
- Isla
- Mabato-Azufre
- Natividad
- San Jose
- Sulib